# Dichaetomyia megophthalma
Dichaetomyia megophthalma este o specie de muște din genul Dichaetomyia, familia Muscidae, descrisă de Malloch în anul 1925. Conform Catalogue of Life specia Dichaetomyia megophthalma nu are subspecii cunoscute.